# Sarcophaga flavibasis
Sarcophaga flavibasis är en tvåvingeart som beskrevs av Malloch 1928. Sarcophaga flavibasis ingår i släktet Sarcophaga och familjen köttflugor.
Artens utbredningsområde är Uganda. Inga underarter finns listade i Catalogue of Life.